# Hallenmasters Winterthur 2014
Die Hallenmasters 2014 war die neunte Austragung der Hallenmasters in Winterthur. Gewonnen wurde das von rund 2'000 Zuschauern besuchte Turnier vom FC Vaduz, der sich wie bereits im Halbfinale auch im Finale erst im Penaltyschiessen durchsetzen konnte und damit die Grasshoppers mit 6:5 schlug.

## Männer

### Teilnehmer
- FC Aarau (Super League)
- FC Biel (Challenge League)
- FC Luzern (Challenge League)
- FC Vaduz (Challenge League)
- FC Winterthur (Challenge League)
- Grasshopper Club Zürich (Super League)

### Gruppe A
|          | Ergebnis |          |
| -------- | -------- | -------- |
| FC Vaduz | 4:2      | FC Wil   |
| FC Aarau | 4:1      | FC Vaduz |
| FC Aarau | 5:4      | FC Wil   |

### Gruppe B
|                         | Ergebnis |                         |
| ----------------------- | -------- | ----------------------- |
| FC Winterthur           | 5:3      | FC Biel                 |
| Grasshopper Club Zürich | 6:3      | FC Biel                 |
| FC Winterthur           | 5:2      | Grasshopper Club Zürich |

### Halbfinale
|                         | Ergebnis  |               |
| ----------------------- | --------- | ------------- |
| Grasshopper Club Zürich | 8:7       | FC Aarau      |
| FC Vaduz                | 3:2 n. P. | FC Winterthur |

### Finale
|          | Ergebnis  |                         |
| -------- | --------- | ----------------------- |
| FC Vaduz | 7:6 n. P. | Grasshopper Club Zürich |

### Spiel um Platz 3
|               | Ergebnis |          |
| ------------- | -------- | -------- |
| FC Winterthur | 7:0      | FC Aarau |

### Spiel um Platz 5
|        | Ergebnis |         |
| ------ | -------- | ------- |
| FC Wil | 6:4      | FC Biel |

## Übrige Turniere
- Das Regionalmasters-Finale konnte sich zum dritten Mal in Folge die U21-Mannschaft des FC Winterthur mit einem 4:1-Finalsieg gegen den Drittligisten FC Töss durchsetzen.[2]
- Das Seniormasters setzte sich abermals das Team Puls Sport durch, die in einer gleichlautenden Finalpaarung wie letztes Jahr Phönix Seen mit 4:1 schlugen.[2]
- Das Juniorenmasters der C-Junioren konnte der Nachwuchs des FC Tössfeld mit einem Finalsieg von 3:1 gegen den SC Veltheim gewinnen. Den Turniersieg der D-Junioren konnten sich wie bereits letztes Jahr die D-Junioren des FC Winterthur holen, die im Final die Junioren von Phönix Seen mit 6:0 schlugen.[2]